# Ґонскі (Олецький повіт)
Ґонскі (пол. Gąski, нім. Gonsken) — село в Польщі, у гміні Олецько Олецького повіту Вармінсько-Мазурського воєводства.
Населення — 248 осіб (2011).
У 1975-1998 роках село належало до Сувальського воєводства.

## Демографія
Демографічна структура станом на 31 березня 2011 року:
|          | Загалом | Допрацездатний вік | Працездатний вік | Постпрацездатний вік |
| -------- | ------- | ------------------ | ---------------- | -------------------- |
| Чоловіки | 141     | 34                 | 101              | 6                    |
| Жінки    | 107     | 22                 | 63               | 22                   |
| Разом    | 248     | 56                 | 164              | 28                   |